# Thelymorpha marmorata
Thelymorpha marmorata är en tvåvingeart som först beskrevs av Fabricius 1805.  Thelymorpha marmorata ingår i släktet Thelymorpha och familjen parasitflugor. Arten är reproducerande i Sverige. Inga underarter finns listade i Catalogue of Life.